# 友達のフリ
「友達のフリ」は、ケラケラの3作目のシングル。2013年9月18日にユニバーサルシグマから発売された。

## 概要
前作「スターラブレイション」から4ヶ月ぶりのシングル。

## 収録曲
1. 友達のフリ （5:15）
  - 作詞：ふるっぺ、森さん /作曲：ふるっぺ / 編曲：島田昌典
2. ろーりんぐでいず （4:10）
  - 作詞：ふるっぺ /作曲：ふるっぺ / 編曲：松岡モトキ
3. キセキ （4:41）
  - 作詞・作曲：GReeeeN / 編曲：田村直樹

GReeeeNの楽曲「キセキ」のカバー。
4. 友達のフリ (路上ライブバージョン)
5. 友達のフリ (Inst.)